# Jindřich Šilhán
Jindřich Šilhán (16. října 1944 Velká Bíteš – 10. dubna 2000 Brno) byl český astronom a pedagog, který významně přispěl k rozvoji vizuálních pozorování v Česku a na Slovensku.
Pozoroval zákrytové proměnné hvězdy a organizoval program jejich sledování. Jeho žáci se stali vůdčími osobnostmi na lidových hvězdárnách.
Sekce proměnných hvězd a exoplanet České Astronomické společnosti uděluje od roku 2000 cenu Jindřicha Šilhána Proměnář roku. Cena se každoročně uděluje za vynikající výsledky na poli proměnných hvězd.
Členové elektronické konference Společnosti pro meziplanetární hmotu navrhli pojmenovat planetku jménem Jindrašilhán a 26.7.2000 bylo ve věstníku MPC zveřejněno definitivní pojmenování planetky 1998 SS26, kterou objevil v Ondřejově Petr Pravec 24.9.1998, číslem 14594 a jménem Jindrašilhán.
Jindřich Šilhán se narodil ve Velké Bíteši a vyrůstal ve Vendolí, okres Svitavy. Vystudoval astronomii na Karlově univerzitě a v roce 1969 se stal promovaným astronomem a později v letech 1990 získal titul magistr. Po dokončení studia začal pracovat pro Hvězdárnu a planetárium Brno, odkud musel později v sedmdesátých letech v době normalizace odejít. Získal místo na Hvězdárně a planetáriu v Českých Budějovicích a začal fotografická pozorování na observatoři na Kleti, ale opět musel odejít. Poté získal místo na hvězdárně ve Ždánicích, kde začal pořádat praktika pro pozorovatele proměnných hvězd. Po přestupu do Domu dětí a mládeže ve Ždánicích rozšířil svůj záběr na další obory, včetně rybářského kroužku pro děti, nebo kroužku programování. Koncem osmdesátých let začal opět pracovat na Hvězdárně a planetáriu v Brně. Provozoval mimo jiné knihovnu pro zaměstnance i pro veřejnost.

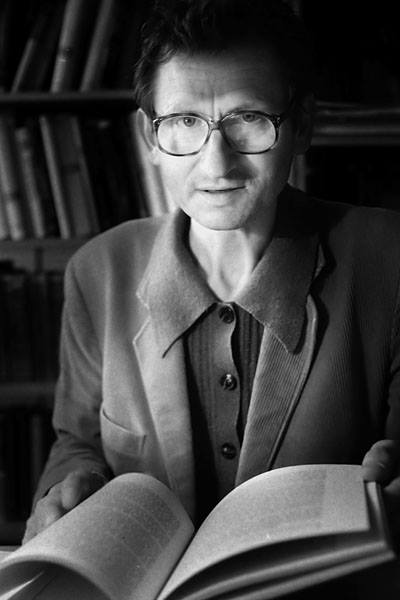
Jindřich Šilhán, 1997 - portrét zaměstnance brněnské hvězdárny Foto: Jan Šafář

V České astronomické společnosti (ČAS) pracoval jako hospodář Sekce pro pozorování proměnných hvězd a později i Sekce pro temné nebe.
Od svých studentských let se po celou dobu své kariéry věnoval pozorování meteorů a především pozorování proměnných hvězd. Má velkou zásluhu na rozvoji programu pozorování proměnných hvězd pro pozorovatele v celém Československu i v zahraničí, především na vizuálním pozorování zákrytových dvojhvězd. Sám věnoval spoustu času pozorování a tak mohl být pro ostatní přesvědčivým a důsledným učitelem. Dokázal využít svých jazykových znalostí, zejména angličtiny, němčiny a francouzštiny v osobním i písemném styku se zahraničím a tak položil základy dnešního rozmachu pozorování proměnných hvězd organizovaného z brněnské hvězdárny či později Sekcí  proměnných hvězd a exoplanet ČASu.

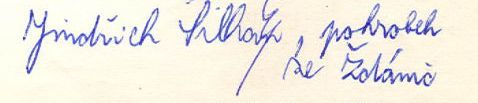
Podpis 4.12.1981 ve Zlíně (Gottwaldově) s dovětkem "pohrobek ze Ždánic"

Život Jindřicha Šilhána vystihují články Jana Hollana. Řada zmínek včetně fotografií se nachází v sérii článků "Ohlédnutí za legendárními expedicemi" od Miroslava Šulce a z ebicyklu 1986.
Publikace (výběr)
- Pokorný Z., Raušal K., Šilhán J.: Návod k pozorování zákrytových proměnných hvězd, Hvězdárna a planetárium, Brno, 1973 – Počet stran: 121
- Pokorný Z, Šilhán J.: Pozorování zákrytových dvojhvězd, Hvězdárna a planetárium Mikuláše Koperníka, Brno, 1981 – Počet stran: 23[15]
- Obůrka O., Šilhán J.: Pozorování zákrytových proměnných hvězd 1966 – 1969, Hvězdárna a planetárium, Brno, 1970 – Počet stran: 27[16]
- Šilhán J.: Period changes in the eclipsing binaries DG Lacertae and MZ Lacertae, AAVSO, Volume 19, no. 1, p. 12–16, 1990[17]
- Šilhán J.: Amateur Variable Star Observing in Czechoslovakia, AAVSO, vol. 19, no. 2, p. 147–148, 1990[18]
- Šilhán J.: Cuno Hoffmeister (1892 – 1968), Perseus, 1997/4;1998/1[19]